# Oxystophyllum excavatum
Oxystophyllum excavatum är en orkidéart som beskrevs av Carl Ludwig von Blume. Oxystophyllum excavatum ingår i släktet Oxystophyllum och familjen orkidéer. Inga underarter finns listade i Catalogue of Life.